# Rejon iliniecki
Rejon iliniecki – jednostka administracyjna w składzie obwodu winnickiego Ukrainy.
Powstał w 1923. Ma powierzchnię 910 km² i liczy około 37 tysięcy mieszkańców. Siedzibą władz rejonu są Ilińce.
W skład rejonu wchodzą 1 miejska rada, 1 osiedlowa rada oraz 22 silskie rady, obejmujących 47 wsi i 5 osad.

## Miejscowości rejonu
- Babin (Бабин)
- (Вербівка)
- Biłki (Білки)
- Borysówka (Борисівка)
- (Червоне)
- (Чортория)
- Dankówka (Даньківка)
- Dasziw (Дашів)
- Dasziw (Дашів)
- Horodok (Городок)
- (Хмельове))
- Chrzanówka (Хрінівка)
- (Іванівка)
- Ilińce (Іллінці)
- (Іллінецьке)
- Jakubówka (Якубівка)
- Jastrubińce (Яструбинці)
- Kabatnia (Кабатня)
- Kalnik (Кальник)
- (Кам'яногірка)
- (Кантелина)
- (Китайгород)
- Kopijówka (Копіївка)
- Krasneńke (Красненьке)
- Krysztopiwka (Криштопівка)
- (Криштопівське)
- Kupczynci (Купчинці)
- Leuchy (Леухи)
- Łysa Hora (Лиса Гора)
- Łuhowa (Лугова)
- Nemenka (Неменка)
- (Олексіївка)
- (Павлівка)
- Parijówka (Паріївка)
- (Пархомівка)
- (Первомайське)
- (Петро-Марківка)
- (Привільне)
- (Райки)
- Romanowe-Chutir(Романовe-Хутір)
- Rosochowata (Росоховата)
- (Слобідка)
- Słobodyszcze (Слободище)
- Soroka[2] (Сорока)
- (Шабельня)
- (Шевченкове)
- Tiahun (Тягун)
- Ułanówka (Уланівка)
- Wasylówka[3] (Василівка)
- Wołodymyriwka (Володимирівка)
- (Волошкове)
- (В'язовиця)
- Żadany (Жадани)
- Żornyszcze (Жорнище)